# Polemone (filosofo)
Polemone (in greco antico: Πολέμων?, Polèmōn; Atene, ... – ...; fl. IV-III secolo a.C.) è stato un filosofo greco antico platonico.

## Biografia
Vissuto fra la seconda metà del IV e la prima del III secolo a.C., fu il terzo successore di Platone alla carica di scolarca della Scuola platonica, ricoperta dal 314/313 a.C. al 270/269 a.C., fra Senocrate e Cratete  che condivise strettamente con lui vita e dottrina:
Dalle scarse fonti su di lui sembra che egli avesse condotto una vita scapestrata sino all'incontro con il suo maestro Senocrate che lo aveva convertito ad una vita saggia e moderata. 
La sua dottrina sembra che fosse accentrata sulle problematiche etiche teorizzate alla luce di Senocrate cercando però di conciliarle con le posizioni del cinismo così come venivano trattate nello stoicismo che le aveva accolte nel suo pensiero. 
Segno di questa posizione filosofica è un aneddoto secondo il quale
Polemone infatti secondo le nuove tendenze filosofiche ellenistiche che si riflettono negli ideali dell'apatia, dell'atarassia, considera il raggiungimento dell'eudemonia come effetto dell'esercizio di quella primaria virtù della "vita condotta conformemente alla natura" che deve essere messa in atto nella vita pratica:
Una vita secondo natura ma dove i beni non vengono trascurati: essi infatti, possono rendere completa l'eudemonia a patto che la saggezza dell'uomo virtuoso sappia distinguere tra i beni dell'anima e quelli del corpo.  .